# Axonolaimus stomamilivus
Axonolaimus stomamilivus är en rundmaskart som beskrevs av Crites 1961. Axonolaimus stomamilivus ingår i släktet Axonolaimus och familjen Axonolaimidae. Inga underarter finns listade i Catalogue of Life.